# شاري لابينا
شاري لابينا (مواليد 1960)، هي كاتبة روائية، مُحاميةً ومدرّسةً للغة الإنكليزية، كندية.اشتهرت بروايتها المثيرة «في المنزل المجاور» لعام 2016 والتي كانت من أكثر الكتب مبيعًا في كندا وعلى المستوى الدولي. 

## من مؤلفاتها المترجمة للعربية
- شخص نعرفه
- غريب في المنزل
- نفذت الكمية
- في المنزل المجاور
- ليست عائلة سعيدة
- نهاية امرأة

## روابط خارجية
- الموقع الرسمي
- https://www.authorsbooksinorder.com/shari-lapena-books-in-order نسخة محفوظة 3 أكتوبر 2022 على موقع واي باك مشين.